# Историја Србије
Историја Србије у политичко-историјском смислу се може поделити на период пре Великих сеоба и на период од досељавања Словена Балкан у 6. веку до данас, а у географско-историјском смислу и целокупну историју територије данашње Србије пре досељавања Срба.

## Праисторија

### Србија пре Великих сеоба
На територији данашње Србије нађени су остаци неколико значајних праисторијских култура - културе лепенског вира, старчевачке културе, винчанске културе, ватинске културе, босутске културе, итд.
У доба почетака историје (доба од настанка писма до данашњег дана), на територији данашње Србије је живело неколико индоевропских народа илирског, трачко-дачког и келтског порекла. Прве државе које се помињу на овом простору формирали су у периоду од 3. до 1. века п. н. е. келтски Скордисци, који су у то време владали Подунављем и чији је политички центар био Сингидунум (данашњи Београд), као и илирски Дарданци који су владали јужним деловима данашње Србије, укључујући Косово и Метохију.
Касније се на ово подручје шире Римско царство и Дачка краљевина, док се са севера досељавају ирански Сармати (Јазиги). Победом над Дачанима, Римско царство укључује готово цело подручје данашње Србије, са изузетком Бачке, којом су владали Сармати. Током римске власти, територија данашње Србије је првобитно била подељена између римских провинција Далмације, Мезије и Паноније, али је поделом ових провинција на мање управне јединице, стварањем нових провинција, као и променом њихових граница, ова првобитна подела неколико пута измењена - Панонија је подељена најпре на две, а потом на четири провинције, док је Мезија подељена на две, а стварају се и нове провинције - Дакија и Дарданија. У 4. веку, римско царство се дели на четири велике управне јединице - префектуре, а град Сирмијум (данашња Сремска Митровица) на подручју данашње Србије био је управно средиште Префектуре Илирик, која је обухватала већи део Балканског полуострва и део средње Европе.
Распадом Римског царства подручјем данашње Србије су завладали Византинци, Хуни, Остроготи, Гепиди, Лангобарди и Авари. Гепиди су на северном делу територије данашње Србије формирали своју краљевину, чије је средиште био Сирмијум. Заједно са Аварима, на подручје данашње Србије се досељавају и Словени, који на ове просторе доносе језик из којег ће се временом развити данашњи српски. Током времена, Словени ће мешати своје гене са романизованим потомцима балканских староседелаца, из чега ће настати модерна српска нација.

### Досељавање Срба на Балкан
Пре сеобе на Балкан, Словени су се населили у Панонску низију. Насељавање Словена на Балканско полуострво отпочело је у 6. веку приливом Словена насељених на левој обали Дунава у Византију, а окончало се трајним насељавањем великог броја Словена на Балканско полуострво, закључно са доласком Срба и Хрвата у првој половини 7. века. Процес позиционирања појединих племена и словенских група унутар полуострва трајао је још цела два века и окончан је крајем 8. и почетком 9. века када се јављају и прве државе код Балканских Словена.
Сматра се да је насељавање Срба на Балкан отпочело након опсаде Цариграда 626. године и да се окончало пре смрти византијског цара Ираклија 641. године. Према наводима византијског цара Константина Порфирогенита (913—959) у спису „О управљању Царством“ (лат. De administrando imperio), „Срби воде порекло од некрштених Срба, названих и Бели, насељених са оне стране Турске (Угарске), у крају који се код њих назива Бојки (Бојка), где им је у суседству и Франачка, исто као и велика Хрватска, она некрштена, која се назива и Бела. Тамо су дакле ови Срби од давнине настањени“. Цар Порфирогенит такође додаје: „Пошто су два брата наследила од оца власт над Србијом, један од њих преузевши половину народа, пребегне Ираклију, цару Ромеја“. Иако није тачно утврђено где се налазила ова прапостојбина Срба позната као Бојка или Бела Србија, једна од претпоставки је смешта у земљу Лужичких Срба у данашњој источној Немачкој, док су „два брата која су наследила од оца власт над Србијом“ према неким мишљењима били синови кнеза Дервана, који је владао земљом Лужичких Срба у 7. веку.
С обзиром да антички аутори помињу народ под именом Срби, који је живео у Сарматији (северни Кавказ) у 1. веку нове ере, један број истраживача порекла Срба сматра да су Срби првобитно били ирански народ са Кавказа, који се у време хунске најезде преселио на запад, где се временом стопио са Словенима, којима је дао своје име (видите чланак Иранска теорија о пореклу Срба). Противници ове теорије сматрају да је у питању само случајна подударност са неким недефинисаним етником. Занимљиво је да неки аутори помињу Кавказ и као прадомовину неких других Балканских народа - Хрвата, Бугара и Албанаца.
На Балкану су Срби и Хрвати окупили око себе остале, раније досељене Словене, и проширили на њих своје племенско име, из чега је уследило да национална имена данашњих Срба и Хрвата воде порекло са западнословенских простора, док данашњи српски и хрватски језик (као и сви остали јужнословенски језици) воде порекло са источнословенских простора.

## Србија у средњем веку
Након досељавања Словена на Балкан имамо ситуацију да ови људи немају свог владара нити изграђену вишу класу, која би их одржавала на окупу. Први познати вођа Јужних Словена се јавља тек у 7. веку и њега страни извори називају именом Кувер. Међутим, његов утицај је био веома ограничен. Треба напоменути да је у том периоду међу Словенима постојао орган који је могао да доноси неке политичке одлуке. То бисмо ми данас назвали скупштином. Њихова организација је била слична данашњим модерним демократским системима. Ипак, то није било довољно да се сачува хомогеност народа, тако да имамо ситуацију да се већ у 8. веку јавља први познати српски владар, кнез Вишеслав.
Срби су, као и Хрвати, донели своје име из прапостојбине, али су их често називали по географским називима области које су насељавали: Захумље, Дукља, Травунија, Паганија, Македонија, Далмација и друго. Поред поменутих српских земаља, постојала је и главна српска држава под називом Србија, која је у 9. веку обухватала подручја Рашке и Босне. У 10. веку, приморске српске области су такође биле у саставу Србије, да би у 11. веку над осталим српским земљама доминирала Дукља.
У 12. веку, доласком на власт Стефана Немање, почиње највећи успон Србије у средњем веку. Његови наследници су изградили значајну државу на Балкану, која је постала краљевина 1217. године, за време владавине Немањиног средњег сина Стефана Првовенчаног, а 1346. године и царевина, за време владавине Душана Силног, потомка Немањиног. Немања и његови потомци су водили Србију у XII, XIII и XIV веку. Последњи Немањин потомак на трону Србије био је цар Урош Нејаки. Поред Србије, од 12. века је постојала и српска држава Босна, а крајем 13. и почетком 14. века, постојала је и самостална Сремска краљевина под влашћу краља Стефана Драгутина из лозе Немањића и његовог сина Владислава. После смрти цара Душана, српско царство се дели на две царевине - царство цара Уроша (које је обухватало етнички српске земље некадашњег Душановог царства) и царство цара Симеона Уроша и његовог сина Јована Уроша (које је обухватало делове данашње Грчке и Албаније).

### Друштвене, културне и економске прилике
Србија је доживела процват за време династије Немањића. Развила се војно, политички, економски, проширила се територијално и развила је свој правни систем. Може се рећи да је Србија у то доба била једна од најразвијенијих држава у Европи. Србија је прва у Европи донела правни акт којим је уредила све области друштвеног живота - устав.
Законоправило Светог Саве из 1219. године је било први српски устав. Законоправило је уређивало велику област друштвених односа, како црквених тако и грађанских Део Законоправила који се односио на црквено право сачињавали су: Синопсис Стефана Ефеског, Номоканон Јована Схоластика, Номоканон у 14 наслова, Правила светих апостола, Правила светих отаца, Одлуке Васељенских и Помесних сабора и Мојсијево законодавство (3. и 5. књига Мојсијева). Део који се односио на Грађанско право сачињавали су: Изводи из Новела Јустинијанових (око 550), правни зборник који је саставио Јован Схоластик, Collectio tripartita, збирка закона из Јустинијановог законодавства и Прохирон (Закон градски) из 879. године, зборник византијског грађанског, кривичног и процесног права. Пресађивањем (рецепцијом) римско-византијског права Србија је постала саставни део европске и хришћанске цивилизације.
Душанов законик из 1349. и 1354. године је урађен на темељима Законоправила. У неким члановима Душан директно упућује на Законоправило (чланови 6, 8, 11, 101, 109 и 196). Једна трећина Законика је урађена по угледу на одговарајуће прописе византијског права Велика је сличност чланова 171 и 172 Законика (који прописују независност судства) са деловима из византијског зборника Василике (књига VII, 1, 16-17), које су биле византијска прерада Јустинијановог зборника. Србија је преко Законоправила већ 130 година примењивала римско-византијско право, а Душанов законик је представљао потпуно уједињење српског и византијског правног поретка у читавој држави. Цар Душан је желео да са једне стране Закоником ојача централну власт и учврсти државу, а са друге стране да обузда захтеве српске велике властеле, која се у доба његових освајања прекомерно осилила и својим децентрализмом слабила државну власт. Детаљно су уређена права и обавезе појединих сталежа, као и односи међу сталежима, да би се на тај начин увео ред у држави. Поред тога, Законик је садржао и прописе брачног права, грађанскоправне и кривичноправне прописе, као и правила судског поступка. С обзиром на ширину области друштвених односа које је уређивао, Законик се може сматрати за устав средњовековне Србије.
Србија је током средњег века у потпуности преузела римско-византијску цивилизацију, културу и право. Српски град Ново Брдо, код данашње Приштине, је у 14. веку имао 50.000 становника (тада је Лондон имао 80.000 становника). У то време су 99 % становника на Косову били Срби. Рудник сребра и злата код Новог Брда је тада снабдевао 20 % европских потреба за племенитим металима, а после припајања Сребренице тај удео је порастао на 35 %. Београд је у 15. веку имао 100.000 становника, био је највећи град у Европи и културни центар Србије. Смедерево, град близу Београда, је био главни град Србије пре пада под Османско царство. Данас је у Смедереву највећа очувана тврђава у Европи.

## Пропаст српске државности
Након смрти цара Уроша долази до разградње српског царства на мање државе, којима владају локални владари. Једини владар који је покушао да врати Србији стару славу био је кнез Лазар Хребељановић, који је владао Моравском Србијом. У томе би можда и успео да Србију нису напали Турци Османлије. Главна битка Срба са Османлијама догодила се на Косову пољу 1389. године, а у бици је погинуо и кнез Лазар. Историјски извори не дају веродостојан податак ко је победио у тој бици, али с обзиром да Србија није више имала снаге да се брани прихватила је османску врховну власт, као вазална држава. Син кнеза Лазара, Стефан Лазаревић, добија титулу деспота од византијског цара 1402. године и све до 1459. године Србијом владају деспоти. Те године Српска деспотовина губи самосталност и пада под директну власт Османлија.
Државе локалних српских владара на подручју Македоније пале су под османску власт знатно пре Српске деспотовине, док су се нешто дуже одржале српске државе на западу. Владар Босне, Стефан Твртко I Котроманић, крунисао се круном српских владара и постао краљ Срба и Босне 1377. године. 1463. године, Босну освајају Османлије, да би Херцеговину, која се нешто раније осамосталила од Босне, потпуно освојили 1483. године. Од средњовековних српских држава своју самосталност је најдуже сачувала Црна Гора, али и она пада под османску власт 1499. године.
Током ратова са османлијама, знатан број Срба се иселио са подручја средњовековних српских држава у Панонску низију под управом Краљевине Угарске, где су многи од њих ступили у војну службу и помагали у одбрани Угарске од Османлија. Угарски владари су обновили титуларно достојанство српских деспота, који су имали седиште у граду Купинику (данас Купиново) у Срему. Међутим, ови деспоти нису имали деспотовину којом би владали, већ су представљали локалне феудалне господаре на својим поседима у Угарској. Један значајнији покушај обнове српске државности десиће се током угарско-османских ратова, 1526. године, када самозвани српски цар Јован Ненад ствара једну краткотрајну независну државу са центром у Суботици, на подручју данашње Војводине. Њега је у војно-политичком смислу наследио војвода Радослав Челник, владар Срема (1527—1530), који је био последњи српски владар пре пада свих земаља настањених Србима под директну османску власт.

## Србија између Османског царства и Хабзбурга
Све до краја 17. века целокупна територија данашње Србије била је под влашћу Османског царства. Србија у ово време није постојала као држава, а територије насељене Србима биле су издељене на османске пашалуке, који су се делили на управне јединице нижег реда - санџаке. Иако је период османске власти био негативан по српску државност, извесни позитивни ефекти османског периода огледају се у чињеници да је српски народ у ово доба проширио своје етничке границе, с обзиром да су османске власти насељавале Србе у делове суседних држава који су прикључени царству. Супротно овоме, период слабљења османске власти у Европи и обнављања српске државности, био је такође и период смањења српског етничког простора и повлачења Срба према свом новом политичко-државном средишту у Подунављу, док су се на територије са којих су се Срби повлачили насељавали Немци, Мађари, Хрвати, Румуни и други. На подрују Косова и Метохије, етничко повлачење Срба и ширење Албанаца је почело још за време османске власти и наставило се до данас. Знатан број Срба је током османске власти прешао у исламску веру; њихови потомци су сачували свој језик и један део националне културе и обичаја, али су током времена изгубили свој национални идентитет и данас себе сматрају припадницима посебног народа - Бошњака.
Крајем 17. века, северни део данашње Србије (Бачку и део Срема) осваја Хабзбуршка Монархија, да би се 1718. године хабзбуршка власт проширила на велики део територије данашње Србије - остатак Срема, Банат, Мачву, Шумадију, источну Србију. Тада се јужно од Дунава и Саве формира нова хабзбуршка круновина названа Краљевина Србија. Тиме је Србија фактички поново враћена на мапу Европе, али 1739. године ова круновина поново постаје посед Османског царства и престаје да постоји. Тада се османско-хабзбуршка граница устаљује на Дунаву и Сави и дели подручје настањено Србима између два царства. Срби на подручју Хабзбуршке Монархије су били у повољнијем положају када је у питању очување српске културе, а уживали су и извесну аутономију у хабзбуршкој војној граници, као и културно-верску аутономију у Монархији. Хабзбурзи међутим нису имали намеру да Србима у Монархији дају онакву аутономију какву су они тражили, тако да ће српска држава бити обновљена јужно од Дунава и Саве, на подручју под османском влашћу, након почетка Српске револуције предвођене Карађорђем 1804. године.
Средином 18. века, након укидања једног дела хабзбуршке војне границе у Потисју и Поморишју, део Срба са овог подручја се исељава у Руско царство, где се за ове исељенике на територији данашње Украјине формирају две засебне територије под називом Нова Србија (постојала од 1752. до 1764) и Славеносрбија (постојала од 1753. до 1764). Тиме се име Србија у политичко-територијалном значењу појавило привремено у другом делу Европе, у време када га на матичним просторима Срба није било. Ове две територије су, међутим, биле кратког века, а Срби за које су оне основане су се након њиховог укидања постепено утопили у локално источнословенско становништво.

## Српска револуција
Иако је било и ранијих покушаја Срба да се ослободе османске власти (на пример Банатског устанка из 1594. или Кочине крајине из 1788), успешна ослободилачка борба започеће 1804. године дизањем Првог српског устанка. Тада је створена Карађорђева Србија, чиме је обновљена српска државност. Иако је Први српски устанак доживео пораз 1813. године, а Србија поново окупирана од стране османске војске, идеја ослобођења Србије није се више могла угасити, па већ 1815. године избија Други српски устанак, након којег се формира аутономна Кнежевина Србија, призната од стране османских власти.

## Кнежевина Србија и Српска Војводина
1817. године, након Другог српског устанка, Србија постаје аутономна кнежевина у оквиру Османског царства. У почетку је Кнежевина Србија обухватала територију некадашњег османског Смедеревског санџака (Београдског пашалука), да би 1833. године добила територијално проширење и обухватила целу територију коју је имала Карађорђева Србија пред слом Првог српског устанка 1813. године. Истовремено са ослобађањем од османске власти Србија наставља своју уставотворну традицију. Убрзо после Српске револуције за време владавине Милоша Обреновића проглашен је Сретењски устав. Србија у то време још није стекла пуну независност, а добила је један од најлибералнијих устава у Европи. Сретењски устав је трећи српски устав, али га наука уставног права сматра за први у новијој историји, јер има сва уставна обележја која су у савременом праву неопходна да би се неки правни акт сматрао за устав. Проглашен је на празник Сретење, 15. фебруара 1835. године. Зато је овај дан проглашен за Дан уставности Републике Србије.
Србија је одбацила стари феудални друштвени поредак и прихватила је нови капиталистички поредак. Ухватила је прикључак у индустријској револуцији која је тек почињала у Европи. Са развојем нових друштвено-економских односа јавила се потреба за њиховим уређењем. Милош Обреновић уз помоћ аустријских власти ангажује правника и књижевника Јована Хаџића на изради грађанског законика. Хаџић је у изради Српског грађанског законика (СГЗ) користио Аустријски грађански законик у скраћеној верзији, уз уношење установа из Савиног Законоправила и српског обичајног права. Тако је СГЗ изграђен на основама римског права и преко Аустријског грађанског законика и преко Савиног Законоправила. Хаџић је израдио нацрт СГЗ који је прихваћен од стране законодавне комисије и проглашен Закоником 25. март 1844. године. Српски грађански законик из 1844. године примењиван је у Србији сто година, све до 1944. године. Пошто социјалистичка власт после Другог светског рата није донела нови грађански законик, прописи СГЗ који нису били у супротности са новим друштвеним поретком су се и даље примењивали у пракси. То стање је трајало све до доношења Закона о облигационим односима 1978. године. Овај закон је у великом делу заснован на прописима Српског грађанског законика. Тако СГЗ постоји у пракси и данас, само кроз нове законе.
Као одговор на Мађарску револуцију из 1848. године, Срби у Аустријском царству проглашавају аутономну Српску Војводину, чије су прокламоване границе укључивале Срем, Бачку, Банат и Барању. Уследио је рат између Срба и Мађара на подручју Војводине, а војвођанске Србе је тајно помагала Кнежевина Србија, из које су у Војводину пристигли и многи добровољци који су се прикључили борбама. Након пораза Мађарске револуције 1849. године, Војводина постаје званична аустријска крунска област и добија званични назив Војводство Србија и Тамишки Банат. Ова област, међутим, није укључивала јужне делове Војводине који су остали у саставу војне границе, а прикључени су јој источни, етнички румунски, делови Баната, тако да је становништво области било мешовитог састава. Област је укинута 1860. године, да би након формирања двојне Аустроугарске монархије 1867. године њена територија дошла под власт Мађара. Војвођански Срби ће добити другу прилику да остваре своје националне тежње 1918. године.
Кнежевину Србију у потпуности ослобађа од османског војног присуства кнез Михаило Обреновић, син кнеза Милоша Обреновића, 1867. године, када је издејствовао повлачење османске војске из гарнизона на територији Кнежевине Србије. Овај догађај је запамћен као добијање градова. Кнежевина Србија постаје међународно призната независна држава одлукама Берлинског конгреса 1878. године, у новим границама које су укључивале проширење у Јужном Поморављу.

## Краљевина Србија
Србија постаје краљевина за време владавине Милана Обреновића 1882. године. Велики удео у успесима српске политике тог времена имао је Никола Пашић, председник Владе Краљевине Србије.
Током Балканских ратова 1912—1913. године, Србија проширује своју територију на југ и укључује подручје Новопазарског санџака (Рашку), Косова и Македонију. Србија је привремено контролисала и северне делове данашње Албаније, али је морала да их уступи новоствореној албанској држави.
Током Првог светског рата (1914—1918), Србију окупирају снаге Централних сила, а српска војска се повлачи из земље. Након пробоја солунског фронта 1918. године, српска војска ослобађа Србију, као и друге српске и југословенске земље којима је до тада владала Аустроугарска. У новембру 1918. године, пре стварања Краљевства Срба, Хрвата и Словенаца, Србији се прикључују Срем, Банат, Бачка и Барања и Црна Гора и тако проширена Србија потом улази у састав нове југословенске државе.
- Србија 1913. године - првобитне фактичке границе после пораза Османског царства у Првом балканском рату
- Србија 1913. године - коначне границе
- Србија у новембру 1918. године

## Краљевина Југославија
Још током Првог светског рата, Нишком декларацијом из 1914. године, Србија као свој ратни циљ одређује „ослобођење и уједињење у једну државу свих јужнословенских народа на Балканском полуострву“. Сходно овој одлуци тадашње Скупштине Србије, српска војска је 1918. године ослободила од Аустроугарске окупације територију читаве касније Југославије, а у Београду је 1. децембра 1918. проглашена Краљевина Срба, Хрвата и Словенаца (»троједног народа«) на челу са српском династијом Карађорђевић. Краљевина СХС је 1929. године преименована и назива се Краљевина Југославија и као таква постоји до Другог светског рата, односно до њеног комадања на окупационе зоне и квислиншке државе.
Србија своју државност уноси у Југославију, која има карактер унитарне државе све до формирања Бановине Хрватске 1939. године. Након формирања ове националне бановине Хрвата, износе се предлози да се од остатка Југославије формирају Бановина Србија и Бановина Словенија. Ово, међутим, никад није реализовано.

## Други светски рат
Краљевину Југославију окупирају Силе Осовине 1941. године и деле је на три квислиншке државе - Независну Државу Хрватску, Недићеву Србију и Црну Гору. Периферни делови Југославије су анектирани од стране околних фашистичких држава - Немачке, Италије, Мађарске и Бугарске. Квислиншка Србија је обухватала највећи део територије касније познате као Централна Србија, Банат, северни део Косова и источни Срем, који је касније предат Независној Држави Хрватској. Банат је имао аутономију у оквиру Србије и њиме су управљали локални Немци. Србија је била окупирана од стране немачких и бугарских трупа и стављена под немачку војну управу, под чијим надзором су деловале марионетске српске владе: најпре Комесарска управа Милана Аћимовића, а потом и Влада народног спаса Милана Недића. Током окупације, на територији Србије су деловала два покрета отпора - ројалистичка Југословенска војска у отаџбини и комунистичка Народноослободилачка војска Југославије. Ови покрети су се борили како против окупатора и квислиншких оружаних формација, тако и међусобно. Доласком совјетске Црвене армије 1944. године, немачке окупационе трупе се повлаче из Србије, а уместо квислиншке Србије се формира нова социјалистичка Србија у оквиру обновљене Југославије.

## Социјалистичка Федеративна Република Југославија
На Другом заседању АВНОЈ-а 29. новембра 1943. године Краљевина Југославија је проглашена за републику под називом Демократска Федеративна Југославија (ДФЈ), а династији Карађорђевић је забрањен повратак у земљу. Овај назив је убрзо (1946) промењен у Федеративна Народна Република Југославија (ФНРЈ). Србија након Другог светског рата постаје једна од шест федералних Народних Република, а територију Србије су чиниле такозвана Ужа Србија и аутономне покрајине Војводина и Косово. Уставом Југославије из 1963. године држава мења назив у Социјалистичка Федеративна Република Југославија (СФРЈ), а уставом из 1974. године покрајине Србије добијају елементе државности, што је уставом Србије из 1990. године укинуто.

## Савезна Република Југославија
После распада СФРЈ у ратовима, Србија остаје у федерацији са Црном Гором и заједно проглашавају Савезну Републику Југославију (СРЈ) 27. априлa 1992. године. Савезна Република Југославија је, као федерација Србије и Црне Горе, постојала до 2003. године, када су републике чланице донеле одлуку о промени својих односа и прогласиле државну заједницу под називом - Србија и Црна Гора (СЦГ).
Током грађанских ратова у Хрватској (1991—1995) и Босни и Херцеговини (1992—1995), Југославија је политички подржавала припаднике српског народа који су се борили за независност од ових држава и који су прогласили Републику Српску Крајину и Републику Српску. Република Српска Крајина је војно поражена од стране хрватске војске (коју је наоружао и обучио НАТО пакт) 1995. године, а током војне акције хрватске војске протерано је са подручја Крајине око 250.000 Срба. Потписивањем Дејтонског споразума крајем 1995. године, Република Српска је интегрисана у Босну и Херцеговину као један од два политичка ентитета са високим степеном самоуправе.
Због оружаних сукоба који су избили на Косову и Метохији између југословенске војске и српске полиције са једне стране и албанских сепаратиста са друге стране, НАТО пакт је у пролеће 1999. године бомбардовао Југославију и приморао југословенске власти да повуку војне и полицијске снаге са Косова и Метохије и да препусте управу над Косовом и Метохијом Уједињеним нацијама и војним снагама НАТО пакта.

## Србија и Црна Гора
Савезна Република Југославија се 2003. године трансформише у државну заједницу Србија и Црна Гора. Србија и Црна Гора није била јединствена држава, већ заједница две државе, која је организационо била нешто више од конфедерације. Обе државе чланице су у унутрашњој политици задржале високи степен самосталности и функционисале су као савез две државе, док су у спољној политици наступале као једна држава. Оваква заједница се показала нефункционалном и престала је да постоји пошто су грађани Црне Горе на референдуму 21. маја 2006. године изабрали независност те државе. Тиме је и Република Србија постала независна држава. Народна Скупштина Републике Србије је на седници у Београду 5. јуна 2006. године констатовала независност Републике Србије.

## Република Србија
Србија је распадом СЦГ 2006. године поново постала независна држава. Локалне албанске власти на Косову и Метохији проглашавају независност од Србије 2008. године, што је признао један број држава. Ово проглашење независности није признала сама Србија, као и многе државе у свету, а влада Србије Косово и Метохију и даље сматра покрајином Србије.

## Галерија
- Српска војска прелази Колубару током Колубарске битке 1914.
- Краљ Александар Карађорђевић
- Недићева Србија, 1941—1944
- Априлски рат
- Ослобођење Београда 1944
- Грб Социјалистичке Републике Србије конституционалне државе СФРЈ
- Слободан Милошевић
- НАТО бомбардовање
- Мапа Србије и Црне Горе - републике и покрајине
- Против ваздушна одбрана покушава да обори НАТО бомбардере